# Woodstock (condado de Ulster)
Woodstock es un lugar designado por el censo ubicado en el condado de Ulster en el estado estadounidense de Nueva York. En el año 2000 tenía una población de 2,187 habitantes y una densidad poblacional de 143 personas por km².

## Geografía
Woodstock se encuentra ubicado en las coordenadas 42°2′25″N 74°7′2″O / 42.04028, -74.11722.

## Demografía
Según la Oficina del Censo en 2000 los ingresos medios por hogar en la localidad eran de $38,594, y los ingresos medios por familia eran $46,467. Los hombres tenían unos ingresos medios de $31,000 frente a los $30,357 para las mujeres. La renta per cápita para la localidad era de $28,478. Alrededor del 11.9% de la población estaban por debajo del umbral de pobreza.